# أكسيليس فايروجس
أكسيليس فايروجس (باللاتفية: Akselis Vairogs)‏ مواليد 8 نوفمبر 1985 في ريغا، هو لاعب كرة سلة لاتفي. بدأ مسيرته الاحترافية في سنة 2002. يحمل الرقم 33.

## المسيرة الاحترافية
لعب مع فينتسبيلس من سنة 2002 إلى 2005، ثم لعب مع فالميرا في موسم 2005–2006، ثم لعب مع نادي فينتسبيلس من سنة 2006 إلى 2009، ثم لعب مع دوري لاتفيا لكرة السلة في سنة 2009، ثم لعب مع نادي فينتسبيلس في موسم 2010–2011، ثم لعب مع نادي فينتسبيلس من سنة 2012 إلى 2015، ثم لعب مع ليتكابليس في موسم 2015–2016، ثم لعب مع فالميرا في سنة 2016.

## روابط خارجية
- أكسيليس فايروجس على موقع الاتحاد الدولي لكرة السلة (الإنجليزية)
- أكسيليس فايروجس على موقع الدوري الأوروبي لكرة السلة (الإنجليزية)
- أكسيليس فايروجس على موقع كرة السلة الأوروبية.كوم (الإنجليزية)
- أكسيليس فايروجس على موقع ريلجم (الإنجليزية)
- أكسيليس فايروجس على موقع بروبوليرز (الإنجليزية)
- أكسيليس فايروجس على موقع سبورتس رفرنس (الإنجليزية)